# 博蒙地区圣米歇尔
博蒙地区圣米歇尔（法語：Saint-Michel-en-Beaumont）是法国伊泽尔省的一个市镇，位于该省东南部，属于格勒诺布尔区。该市镇总面积8.04平方公里，2009年时的人口为36人。

## 人口
博蒙地区圣米歇尔人口变化图示